# Juiaparus batus
Juiaparus batus  (лат.) — вид жуков-усачей из подсемейства собственно усачей. Распространён в Аргентине, Боливии, Венесуэле, Бразилии, Гвиане, Гондурасе, Колумбии, Мексике, Панаме, Парагвае, Суринаме, Уругвае и Французской Гвинеи. Кормовыми растениями личинок являются схинопсис Балансы и схинопсис квебрахо-колорадо.